# Carlos Freile Zaldumbide
Carlos Freile Zaldumbide (Quito, 18 de mayo de 1856-París, 28 de agosto de 1928) fue un político ecuatoriano, quien sirvió como Vicepresidente de la República y encargado del poder ejecutivo en dos ocasiones. Fue además Alcalde de Quito en una ocasión.

## Biografía
Nació el 18 de mayo de 1856, en la ciudad ecuatoriana de Quito.
En primer lugar, Freile se dedicó a la agricultura, llegando a ser un importante terrateniente, pues fue el pionero en la cría de vacas de raza holstein en Ecuador. En 1895, tras el ingreso de Eloy Alfaro a la ciudad, fue designado Alcalde de Quito entre el 13 de septiembre al 20 de diciembre, cuando pasó a ser Gobernador de la Provincia del Pichincha. En 1896 fue nombrado Ministro de Educación y en 1906 Presidente del Senado.
En su primer gobierno, el General Eloy Alfaro lo designó Vicepresidente de la República, cargo que ejerció entre los años 1899 y 1903. Después de aquello, Freile desempeñó el cargo de Rector de la Universidad Central del Ecuador, en el período 1904-1905. 
El 25 de junio de 1908, en calidad de Presidente del Congreso, el Dr. Carlos Freile Zaldumbide organizó una recepción en honor al Presidente de Ecuador, D. Eloy Alfaro, por ser su día de cumpleaños y día de la llegada del ferrocarril a Quito por primera vez. Esta celebración fue asistida por innumerables autoridades y destacados personajes como el ingeniero estadounidense Archer Harman, Ana Paredes de Alfaro, América Alfaro Paredes, William C. Fox, Belisario Torres, Amalio Puga, Genaro Larrea Vela (suegro de Freile), su esposa Rosa Elena Larrea de Freile, Alfredo Monge, entre otros. En 1909, Freile viajó a París junto con su esposa e hijos.
Tras episodios de caos en la república, Freile fue llamado a ocupar la Presidencia, posesionándose del cargo el 12 de agosto de 1911 y ocupándolo por tan solo veintiún días, hasta el 1 de septiembre del mismo año. Ese primero de septiembre subió al poder como nuevo presidente el Sr. Emilio Estrada, quien tan solo ocupó el cargo por tres meses, pues falleció el 21 de diciembre de 1911, volviéndose Freile el presidente de la República por segunda vez. En su segunda presidencia, su gobierno fue acusado del asesinato de los generales alfaristas Pedro J. Montero, Flavio Alfaro, Medardo Alfaro y el expresidente Gral. Eloy Alfaro Delgado. El Dr. Pío Jaramillo Alvarado, en su Acusación Fiscal, presentada el 6 de marzo de 1919, concluyó:
"...Acuso ante la historia la responsabilidad del Gobierno del señor Carlos Freile Zaldumbide, y conjuro ante la faz del mundo al Congreso Nacional que se encargará de formular la acusación definitiva, para que la Corte Suprema diga con su sentencia que la justicia es inexorable para los grandes, como lo ha sido para los pequeños."
El 23 de octubre de 1919, el Senado en sesión ordinaria, bajo la presidencia del Dr. Pacífico Villagómez, analizó a cabalidad la responsabilidad de Freile y sus ministros, quedando sentada la resolución en el acta correspondiente así: “Se recoge la votación relativa al Dr. Carlos Freile Z. y la Cámara resuelve, por 25 votos contra 16, que no ha lugar la acusación, contra dicho ex Encargado del Poder Ejecutivo”. 
El respecto el historiador Alfredo Pareja Diezcanseco escribió en su obra histórica sobre la vida del expresidente Alfaro, La Hoguera Bárbara: "La justicia ecuatoriana olvidó de lo que debe ser y sólo es para los débiles con repugnante frecuencia".
Este segundo mandato de Presidente de Ecuador duró desde el 22 de diciembre de 1911 al 6 de marzo de 1912. Freile renunció como Presidente del Senado y por lo tanto como presidente interino de la República, durante una rebelión, y fue sucedido por Francisco Andrade Marín.
En 1926, viajó a París, ciudad en donde falleció el 28 de agosto de 1928, a los setenta y dos años de edad.